# کنگان (جاسک)
کنگان، روستایی در دهستان کنگان بخش مرکزی شهرستان جاسک در استان هرمزگان ایران است. این روستا، مرکز دهستان کنگان است.

## جمعیت
بر پایه سرشماری عمومی نفوس و مسکن در سال ۱۳۹۵، جمعیت این روستا برابر با ۵۰۹ نفر (۹۶ خانوار) بوده‌است.